# 菲利普·洛特
菲利普·洛特（法語：Philippe Lot，1967年6月13日—），法国男子赛艇运动员。他曾代表法国参加世界赛艇锦标赛，获得一枚金牌和一枚银牌。他也曾参加1992年夏季奥林匹克运动会。